# Nevoľné
Nevoľné (hongrois : Tormáskert) est un village de Slovaquie situé dans la région de Banská Bystrica.

## Histoire
La première mention écrite du village date de 1571.

## Démographie

### Évolution de la population
| Année:               | 1994. | 2004.   | 2014.   | 2024.   |
| -------------------- | ----- | ------- | ------- | ------- |
| Nombre de personnes: | 428   | 423     | 409     | 390     |
| Différence:          |       | -1,16 % | -3,30 % | -4,64 % |

| Année:               | 2023. | 2024.   |
| -------------------- | ----- | ------- |
| Nombre de personnes: | 386   | 390     |
| Différence:          |       | +1,03 % |